# Utricularia trichophylla
Utricularia trichophylla — вид рослин із родини пухирникових (Lentibulariaceae).

## Середовище проживання
Цей вид зустрічається з півдня Белізу через Венесуелу та Бразилію до Болівії, Парагваю та Перу.
Цей вид зустрічається в стоячій або проточній воді глибиною до 0.6 м в струмках, басейнах і болотах, або іноді у вологому піску або мулі, переважно на низьких висотах, але піднімаючись до 1400 м у Венесуельській Гаяні та 1150 м у бразильському Планальто.

## Використання
Вид культивується невеликою кількістю ентузіастів роду. Торгівля незначна.